# Georges Achille-Fould

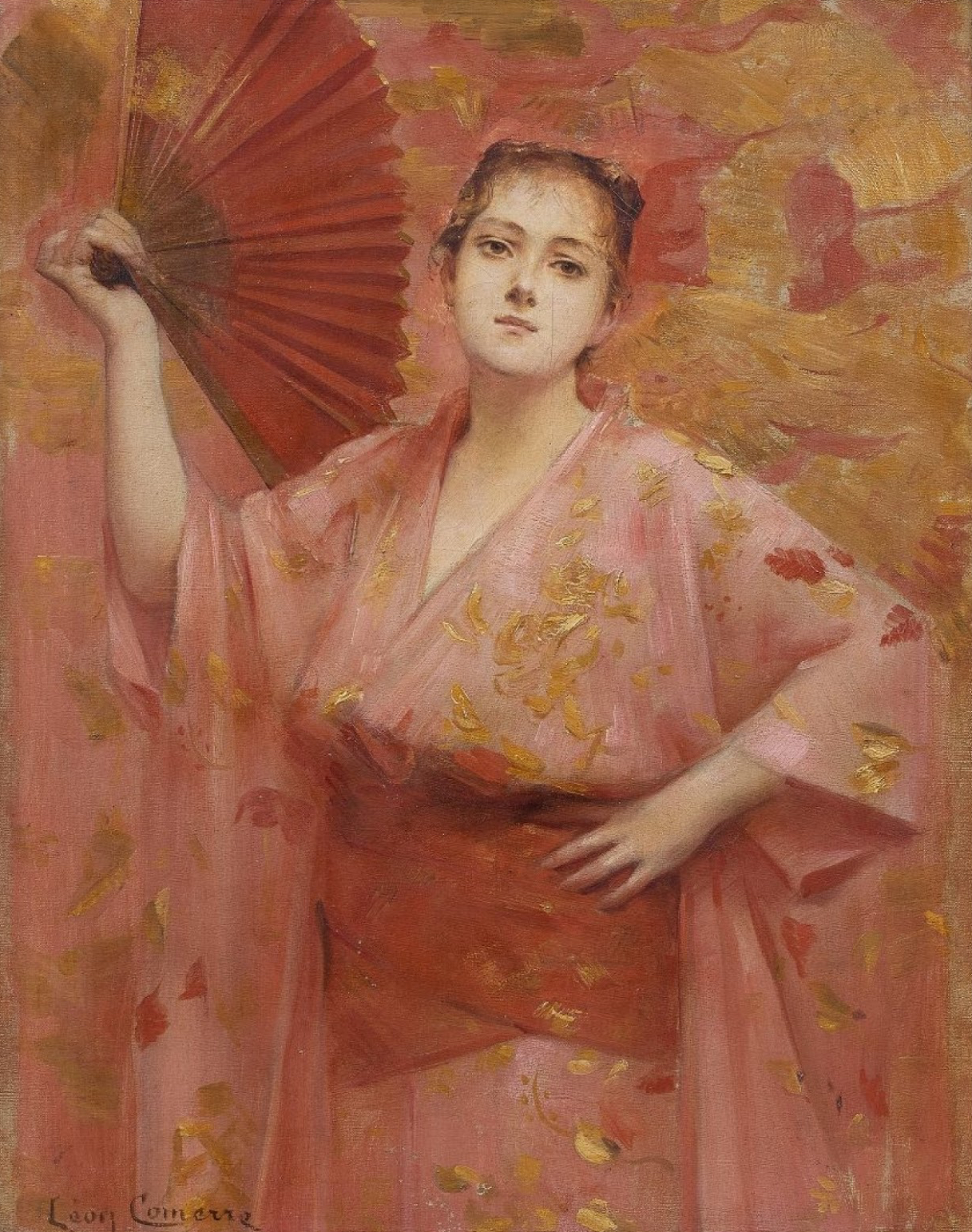
Georges Achille-Fould, 1883

Georges Achille Fould (Asnières-sur-Seine, 24 agosto 1865 – Uccle, 24 agosto 1951) è stata una pittrice francese.

## Biografia
Georges Achille Fould nacque ad Asnières-sur-Seine il 24 agosto 1865, figlia dell'attrice Valérie Wilhelmine Joséphine Simonin, conosciuta come scultrice con lo pseudonimo di Gustave Haller. Il padre, il politico e scrittore Gustave Fould, era figlio del ministro delle finanze Achille Fould; la sorella maggiore di Georges era la pittrice Consuelo Fould (1862-1927). 
Dopo la morte del padre nel 1884, la madre si risposò con il principe rumeno George Barbu Știrbey, che adottò le due ragazze e lasciò loro in eredità la Villa Pavillon des Indes nel Parc de Bécon di Courbevoie, utilizzata come casa e studio, e dal 1987 dichiarata monumento storico Museo Roybet Fould.
Come la sorella maggiore, George studiò pittura con Léon Comerre, Antoine Vollon e in seguito con Albert Dawant. Le sue opere principali includono rappresentazioni di scene di genere dal XVI al XVIII secolo, alcune delle quali a grandezza naturale. Esempi sono Les Joyeuses Commères de Windsor del 1898 o Entrée solenelle de la duchesse de Montpensier à Orléan del 1906. Ha anche realizzato ritratti come quello della pittrice Rosa Bonheur (Rosa Bonheur dans son atelier, 1893, Musée des Beaux-Arts di Bordeaux) e del patrigno George Barbu Știrbei nel 1936. Ha firmato i suoi dipinti "Achille-Fould".
Georges Achille-Fould era membro della Société des Artistes Français ed espose nel loro salone. All'Esposizione Universale di Parigi del 1900 ricevette una medaglia di bronzo. Ha inoltre esposto le sue opere al Salon des Indépendants e alle mostre dell'Union des femmes peintres et sculpteurs.
Il suo dipinto Courtship è stato incluso nel libro Women Painters of the World del 1905. Le sue opere hanno fatto anche parte dell'evento di pittura nel concorso artistico alle Olimpiadi estive del 1924.

## Galleria d'immagini

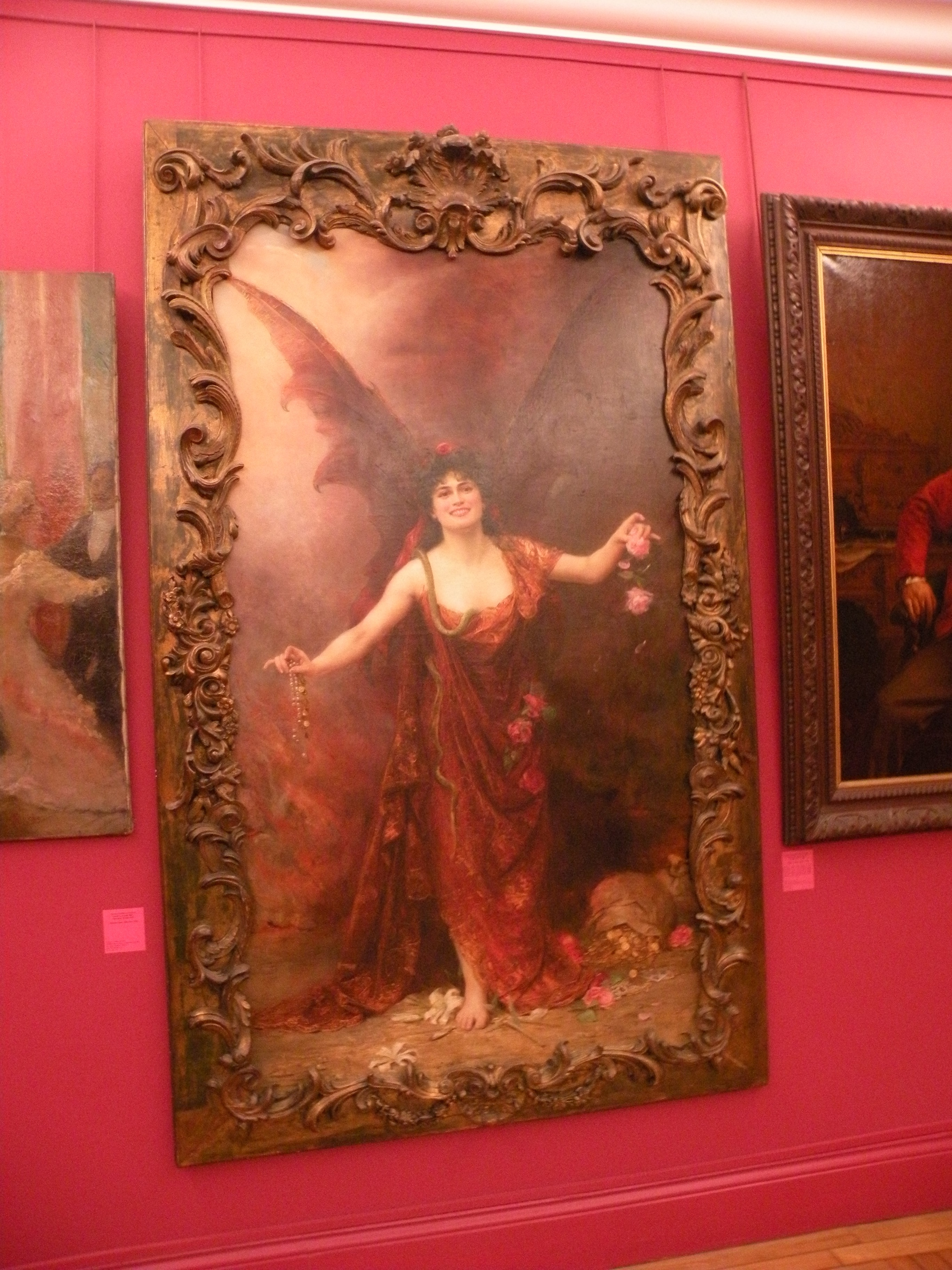
Madame Satan. Séduction, (1904)
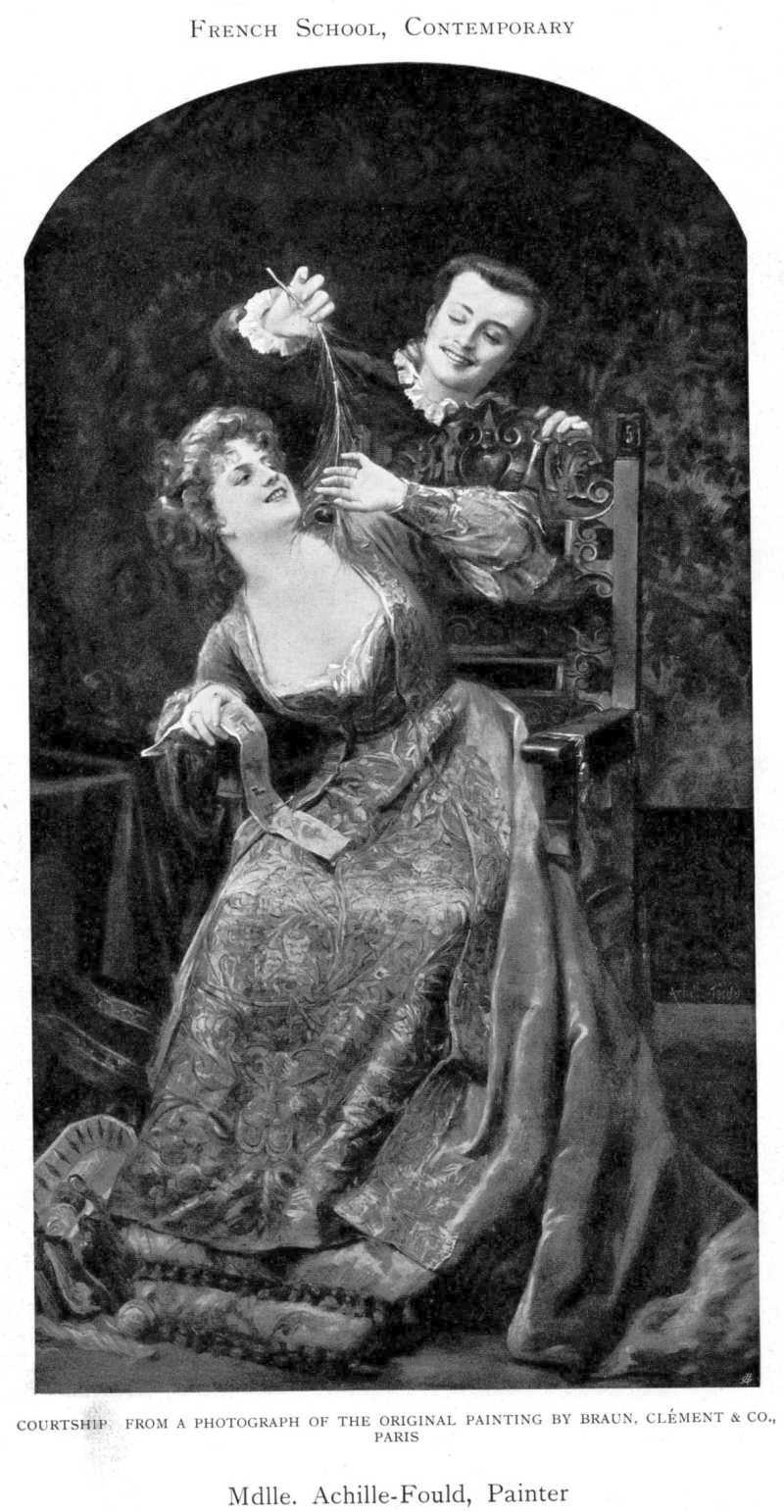
Séduction, incisione contenuta nel libro Donne pittrici del mondo
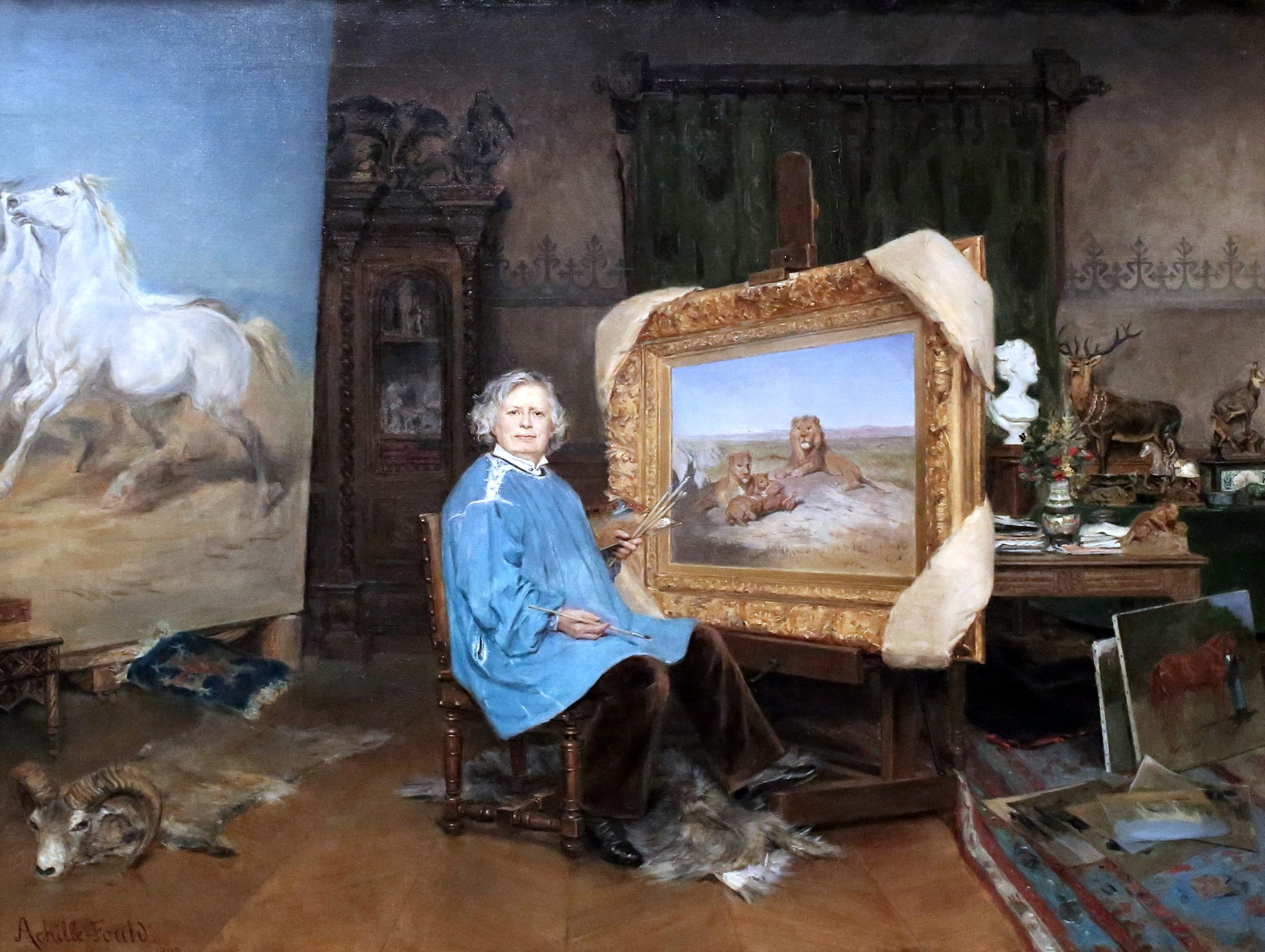
Rosa Bonheur dans son atelier (1893)